# Блакут, Рамиро
Рамиро Блакут (исп. Ramiro Blacut Rodríguez; 3 января 1944, Ла-Пас — 12 августа 2024, Санта-Крус-де-ла-Сьерра) — боливийский футболист и тренер. Обладатель Кубка Америки 1963 года и лучший игрок турнира. Умер 12 августа 2024 года в возрасте 80 лет.

## Игрок

### Клубная карьера
Футбольная карьера Рамиро Блакута началась в родном Ла-Пасе, где он успешно выступает за местные клубы. В 19 лет футболист покинул страну и присоединился к аргентинскому клубу «Феррокарриль Оэсте». Команда успешно выступила во второй по значимости аргентинской лиге Примера B Насьональ, и заняла первое место.
Весной 1965 года Блакута заметили в Европе, и он перебрался в мюнхенскую «Баварию». Красные заняли в сезоне третье место, а затем обыграли в финале Кубка Германии «Дуйсбург». Однако, в новом клубе много игровой практике боливийский футболист не получил. Вскоре Блакут возвращается в Боливию, где играет до 1972 года. Затем недолго выступает в перуанском «Мельгаре», и снова возвращается в Ла-Пас. Рамиро Блакут повесил бутсы на гвоздь в 30 лет, сразу после завоевания третьего титула чемпиона Боливии.

### Карьера в сборной
Футболиста вызвали в сборную в 1963 году, как раз в преддверии домашнего для Боливии Копа Америки 1963 года. Большинство матчей турнира проходил на стадионе «Эрнандо Силес» в Ла-Пасе, который находится на высоте 3600 метров над уровнем моря. Благодаря поддержке болельщиков и не привычным для других команд климатическим условиям, хозяйке турнира удалось завоевать первый и единственный в истории титул лучшей команды Южной Америки. Блакут забил важнейший гол в ворота сборной Аргентины, и получил в конце турнира трофей лучшего игрока.
Четыре года спустя на Копа Америки в Уругвае, результат для Боливии был диаметрально противоположен. Сборная заняла на турнире последнее место, так и не забив ни одного мяча.
Также Рамиро Блакут сыграл на двух отборочных кампаниях к чемпионату мира 1966 и 1970 годов, но сборная Боливии не разу не смогла выйти в финальную стадию. Всего в сборной Блакут провел 23 игры и забил три мяча.

## Тренер
На тренерском поприще Рамиро Блакут сменил множество южноамериканских клубов, и практически ни где не задерживался больше, чем на два года. Трижды он руководил национальной сборной — с 1979 по 1981, в 1991 и 2004 годах, но больших успехов с командой не добился.

## Достижения

### Игровая карьера
- Обладатель Кубка Америки: 1963
- Чемпион Боливии (3): 1968, 1969, 1974
- Обладатель Кубка Германии: 1966
- Победитель Примера B Насьональ: 1963

### Личные достижения
- Лучший футболист Кубка Америки: 1963
- Кавалер ордена Кондора Анд: 2013

### Тренерская карьера
- Чемпион Боливии (2): 1983, 1988
- Вице-чемпион Эквадора: 2001